# Un grand homme de province à Paris
Un grand homme de province à Paris est la deuxième partie, publiée en 1839, des Illusions perdues, roman d’Honoré de Balzac paru en trois parties entre 1836 et 1843 et désormais édité en un seul volume.

## Description
Paris étant un milieu de perte d'illusions en ce qui concerne l'amour des deux amants venant d'Angoulême, ceux-ci se laissent emporter par le courant de la vie parisienne lors d'une soirée à l'Opéra. Lucien de Rubempré se détache de madame de Bargeton et se remet à retravailler ses manuscrits. Il se fait des amis, Daniel d'Arthez et Étienne Lousteau, qui sont l'un écrivain, l'autre journaliste. N'ayant pas de succès pour son travail de poète, il se lance dans le journalisme où il connaît un réel succès. Plus tard, il devient l'amant d'une actrice du nom de Coralie, il mène ainsi quelque temps une existence brillante et luxueuse, mais se fait des ennemis. Il subit la vengeance de Louise (madame de Bargeton), et, après la mort de Coralie, la femme qu'il aimait, il décide de retourner à Angoulême.
Illusions perdues et Splendeurs et misères des courtisanes sont les deux œuvres monumentales de La Comédie humaine.

## Adaptations

### Cinéma
- 2021 : Illusions perdues de Xavier Giannoli

### Théâtre
- 2020 - 2024 : Illusions perdues de Pauline Bayle, créé en 2020 au Théâtre de la Bastille

Ces deux adaptations, bien que titrées Illusions Perdues, se concentrent sur les événements se déroulant dans Un grand homme de province à Paris, évoquant parfois brièvement Les Deux Poètes, mais occultant totalement Les Souffrances de l’inventeur.